# Ferrovia Cerignola Campagna-Cerignola Città
La ferrovia Cerignola Campagna–Cerignola Città era una breve linea a scartamento normale, delle Ferrovie dello Stato, che collegava il centro urbano di Cerignola alla stazione di Cerignola Campagna posta nel tratto pugliese della ferrovia Adriatica.

## Storia
La linea venne progettata per collegare la città di Cerignola alla sua stazione ferroviaria, e venne aperta al traffico il 15 settembre 1891. Nei primi anni di esercizio sulla breve linea i treni furono effettuati con trazione a vapore e la gestione fu assunta dalla Società Adriatica previo contratto con l'amministrazione comunale di Cerignola che ne deteneva la concessione. Dopo il passaggio della rete ferroviaria alle Ferrovie dello Stato il comune di Cerignola rinnovò il contratto per affidare a queste l'esercizio: per economizzare sui costi a partire dal 1931 vennero sperimentate delle automotrici a due assi con rimorchi, di costruzione Fiat da 24 posti a sedere, che ebbero un discreto risultato, ma si rivelarono poco affidabili e dopo alcuni anni vennero sostituite e adibite a corsette per il personale.
La breve linea fu chiusa all'esercizio, in seguito al D.M. 7 dicembre 1955 n. 2283, il 1º marzo 1956 e il collegamento tra le due stazioni venne sostituito da autoservizio delle stesse FS con costo annuo di esercizio di 15,18 milioni. Dal 1º dicembre del 1976 il servizio venne assunto nelle competenze della Regione Puglia.

## Caratteristiche
La breve ferrovia era a scartamento normale; aveva origine dalla stazione di Cerignola Campagna posta sulla Ferrovia Adriatica e collegava il grosso centro di Cerignola all'importante arteria ferroviaria.

### Percorso
|  | Unknown route-map component "CONTgq" | Unknown route-map component "STR+r" |  |  |

| Station on track |

|  |  | Unknown route-map component "xABZgl" | Unknown route-map component "CONTfq" |  |

| Unknown route-map component "exKBHFe" |

## Rotabili
I mezzi di trazione facevano capo al deposito locomotive di Foggia. Vi svolsero servizio le locomotive a vapore e automotrici di costruzione Fiat.